# Lidingö IF
Lidingö IF är en idrottsförening i Lidingö i Sverige. 
Föreningen stiftades 1910 av Paul Ljungberg och har genom åren bland annat bland bedrivit friidrott och ishockey.

## Grenar

### Ishockey
I ishockey spelade klubben sex säsonger i Sveriges högsta division i slutet av 1920-talet. I SM-turneringen lyckades klubben trots flera försök inte nå kvartsfinalspelet.